# Змей
 Тази статия е за антропоморфното същество от балканския фолклор.  За драконоподобното същество от руския фолклор вижте Змей Горянин.  
Змеят е митологично същество в българския и сръбския фолклор. В българския фолклор змеят е представен като огнедишащо, крилато същество с голямо люспесто тяло, приличащо на змия и често пъти е с много глави. В българския език змей горянин се използва за змей, живеещ в планината.
Змейовете са свръхестествени невидими същества с форма на четирикраки крилати влечуги, покрити с люспи, но могат да придобиват и видима форма. Макар понякога и в нея да имат характеристики на влечуги – златни люспи по долната част на тялото, опашка, скрити под мишниците крила, – те са силно антропоморфни и могат да се движат сред хората без да бъдат разпознати. Живеят в пещери или дълбоки и непристъпни гори.
Като цяло змейовете са добронамерени към хората и защитават селата в териториите си от носещите градушки хали и лами. В същото време те са склонни към влюбване в хора, като такива връзки често завършват зле. Змейовете понякога отвличат, а в други случаи се женят на пищни сватби за млади момичета, които след това отвеждат в дома си, където те са изолирани от хората. От такива връзки могат да се родят деца – хора с крила под мишниците. Женските змейове (змеици) също имат връзки с мъже, които заболяват и умират. Има и вярвания, че по магически път обикновени хора могат да се превърнат в змейове.
В някои случаи змейовете са представяни като зловредни, обикновено когато са наскоро дошли в съответния район. Тогава те причиняват масов глад като отклоняват или спират облаците и дъждовете и по този начин предизвикват суши. При продължителна суша на някои места е провеждан специален ритуал за гонене на змей. Понякога змейовете принуждават селата, край които живеят, да им дават като данък млади девойки. В противен случай змеят спира реките или отравя езерата. Друга вреда, причинявана от змейовете, макар и изглежда неволно, са причиняваните от тях пожари на сено или снопи, тъй като при полета си изпускат искри, за което са наричани с прозвища като огнян и огнян змейко.
Змеят може да бъде победен от лековити билки – вратига, комунига, синя тинтява, чемерика, перуника, набрани на Еньовден или през Русалската неделя.
Най-ранните сведения за змейове са от български литературни източници от XV – XVI век, в които те са представяни като притежаващи метални полета с метална трева и метални овце и вършеещи на метални гумна.